# 발형체
발형체(Phenome)는 발현형질의 총체를 말한다. 발현형질은 유전자로부터 유래되는 특징들을 말한다. 형태, 발달, 행동들을 포함한다. 이것은 유전형질(genotype)과 비교되는 말이다.
발현형질은 다음과 같은 간단한 공식을 가지고 있다.
1. . (유전형질) + (환경) → 발현형질
2. . (유전형질) + (환경) + (돌연변이) → 발현형질

## 같이 보기
- 발형체학(Phenomics)
- 체학
- 유전체학